# 苏珊·舒斯特
苏珊·舒斯特（德語：Susanne Schuster，1963年5月9日—），德国女子游泳运动员。她曾代表西德参加1984年夏季奥林匹克运动会游泳比赛，获得女子4×100米自由泳接力铜牌。